# Stade Tofiq-Béhramov
Le stade Tofiq-Béhramov (en azéri : Tofiq Bəhramov adına Respublika Stadionu) est un stade multi-usage azerbaïdjanais situé à Bakou. Ce stade de 30 000 places accueille les matches à domicile du FK Neftchi Bakou et du FK Bakou, clubs évoluant dans le championnat d'Azerbaïdjan de football. Ce stade accueille également les matches de l'équipe nationale azerbaïdjanaise.

## Histoire
La construction du stade débute en 1939 mais est arrêtée par la guerre et est finalement achevée en 1951, par des prisonniers de guerre allemands. Le stade était nommé à l'origine Joseph Staline et avait une forme de C comme la première lettre de son nom en écriture cyrillique (Cтaлин). Après le 20e congrès du parti communiste en 1956 et la dénonciation du stalinisme, il est renommé stade Lénine. 
En 1993, après l'indépendance de l'Azerbaidjan, il est nommé d'après l'arbitre international Tofik Bakhramov, mort la même année. Cet arbitre est connu dans le monde pour avoir validé comme arbitre de touche le but vainqueur de l'Angleterre face à l'Allemagne lors de la finale de la coupe du monde 1966.

## Compétitions internationales
Le stade Tofiq-Béhramov accueille, avec 5 autres stades du pays, la Coupe du monde féminine - 17 ans organisée par la FIFA en 2012 pour la première fois dans un pays affilié à l'UEFA.
Il accueille entre autres le match Nigeria - Canada et le premier match de l'Azerbaïdjan dans la compétition contre la Colombie, le 22 septembre 2012. Ce match du pays organisateur se déroule devant une affluence de 30250 spectateurs.